# Chimiotopie
 (août 2011).
Si vous disposez d'ouvrages ou d'articles de référence ou si vous connaissez des sites web de qualité traitant du thème abordé ici, merci de compléter l'article en donnant les références utiles à sa vérifiabilité et en les liant à la section « Notes et références ».
La chimiotopie est une organisation des odeurs.
En effet, en fonction de leur position les neurones vont être spécifiques pour une odeur particulière et tous les neurones qui reconnaissent une même odeur sont à côté les uns des autres.